# Henrique Pacheco Lima
Henrique Pacheco Lima, detto Henrique (Londrina, 16 maggio 1985), è un ex calciatore brasiliano, di ruolo centrocampista.

## Carriera

### Club
Dopo l'inizio nelle giovanili del Coritiba e un rapido passaggio nel Londrina, nel 2005 passò al Figueirense, con il quale si impose come titolare; nel 2007 passò al Júbilo Iwata in J League, prima di andare nel 2008 al Cruzeiro. Il 15 luglio 2011 passa al Santos.

## Palmarès

### Club

#### Competizioni statali
- Campionato Catarinense: 1

Figueirense: 2006
- Campionato Mineiro: 3

Cruzeiro: 2008, 2009, 2014
- Campionato paulista: 1

Santos: 2012

#### Competizioni nazionali
- Campionato brasiliano: 2

Cruzeiro: 2013, 2014
- Coppa del Brasile: 2

Cruzeiro: 2017, 2018